# Mercedes Erra
Mercedes Erra, née le 23 septembre 1954 à Sabadell (province de Barcelone, en Espagne franquiste), est une femme d'affaires française, co-fondatrice et présidente de BETC Groupe.
Diplômée de HEC et de la Sorbonne et titulaire du CAPES de lettres classiques, Mercedes Erra est spécialisée dans la construction et la gestion des grandes marques. Elle a contribué à d’importants tournants stratégiques pour les marques dont elle s’est occupée (la santé pour Danone, la jeunesse pour Évian, la vision d’Air France — faire du ciel le plus bel endroit de la terre —, McDonald’s — venez comme vous êtes)[réf. nécessaire] et à de grandes sagas publicitaires[Quoi ?].

## Biographie

### Origines et études
Née à Sabadell en Espagne, Mercedes Erra est l'aînée de quatre enfants. Elle arrive en France à l'âge de 6 ans sans parler un mot de français.
Lycéenne à Bergson, elle effectue ensuite des études littéraires et obtient le CAPES de lettres classiques. Elle devient ainsi enseignante à l'âge de 22 ans, puis décide de se reconvertir et entame des études de commerce.
Elle fait partie de la promotion 1981 de HEC Paris.

### Carrière
En 1982, Mercedes Erra commence sa carrière en tant que stagiaire assistante chef de publicité dans le groupe Saatchi & Saatchi. Elle y sera successivement chef de publicité, directrice de clientèle, directrice générale adjointe du groupe, pour devenir en 1990 directrice générale de l'agence.
En 1995, elle quitte Saatchi & Saatchi pour co-fonder l'agence BETC (elle est le « E » de BETC : Babinet Erra Tong Cuong). En 2000, elle devient présidente de l'agence, qui devient en 2006 l'antenne française du réseau Euro RSCG, ayant pour maison-mère Havas Worldwide où Mercedes Erra est directrice générale.
Mercedes Erra a été présidente de l'association des agences conseils en communication entre 2002 et 2004.
Depuis février 2011, elle est membre du conseil d'administration du groupe Accor en tant qu'administratrice indépendante.

### Engagements
Mercedes Erra est impliquée dans la lutte pour le droit des femmes. Elle est engagée dans le Women's Forum for the Economy and Society, dont elle est l’un des membres fondateurs, dans l’UNICEF, dans la Fondation Elle. Elle soutient Terrafemina et l'association homonyme. Elle est également membre actif du Comité français de Human Rights Watch, et membre permanent de la Commission sur l’image des femmes dans les médias.
Depuis 2005, elle est membre du conseil d’administration de l’association Force femmes. Mercedes Erra est également depuis 2019 membre du Comité d'Orientation du Club XXIe siècle, une association dont l'objectif est la promotion positive de la diversité et de l'égalité des chances[source insuffisante].
Elle apporte son soutien à Emmanuel Macron lors de l'élection présidentielle française de 2017.

### Autres fonctions
- Présidente du conseil d’administration de la Cité nationale de l’histoire de l’immigration (depuis mars 2010)[12].
- Présidente du conseil d'administration de l'Établissement public du palais de la Porte-Dorée (depuis 2012)[13].
- Administratrice du groupe Accor (depuis février 2011)[6].
- Administratrice du groupe Havas (depuis 2011)[14].
- Administratrice indépendante de la Société d'exploitation de la tour Eiffel (de 2011 à 2014)[15].
- Administratrice de la Fondation Elle[8].
- Administratrice de la Fondation France Télévisions (depuis 2010)[16].

### Vie privée
Mercedes Erra est mère de cinq enfants.

## Décorations
- Commandeur de la Légion d'honneur en 2021[17] (officier en 2011[18], chevalier en 2001[19]).
- Officier de l'ordre national du Mérite (2006)[20].
- Commandeur de l'ordre des Arts et des Lettres (2016)[21].